# Östergötlands runinskrifter 161
Östergötlands runinskrifter 161, Ög 161, är en vikingatida runsten på kyrkogården vid Kimstads kyrka i Norrköpings kommun. Inskriften innehåller stungna i- och u-runor. Stenen, som är av rödaktig granit, är skadad i toppen så att delar av inskriften idag saknas. Vad som stått där finns det dock uppgift om i äldre källor.
Runsten är av rödaktig granit, 1,14 m hög. Runslingorna 6-8 cm breda. Uppmålad 1999.

## Inskriften
Translitterering av runraden:
× suen [×] auk × þeʀ × bryþr × r[istu × stein × iftʀ × kaþur × sin × iart × kuþ × h...]lbi × aut × has × auk × kus × muþ[-ʀ × i × lius ×]
Normalisering till runsvenska:
Svæinn ok þæiʀ brøðr ræistu stæin æftiʀ faður sinn Iarl. Guð h[ia]lpi and hans ok Guðs moð[i]ʀ i lius.
Översättning till nusvenska:
Sven och hans bröder reste stenen efter sin fader Jarl. Gud och Guds moder hjälpe hans ande till ljuset.